# 下旭川村
下旭川村（しもあさひかわむら）は、秋田県南秋田郡にかつて存在した村。
現在の秋田市手形・手形学園町・手形山崎町・保戸野桜町・保戸野千代田町・泉・泉一ノ坪・泉釜ノ町・泉北・泉中央・泉三嶽根・八橋大畑・八橋鯲沼町の全域と、手形からみでん・手形新栄町・手形田中・手形山西町・保戸野金砂町・保戸野すわ町・保戸野鉄砲町・保戸野八丁・保戸野原の町・泉菅野・泉馬場・泉東町・泉南・旭川南町・東通・東通仲町・高陽幸町・高陽青柳町・八橋イサノ・八橋大沼町・八橋新川向・八橋田五郎・八橋本町・八橋三和町の一部に相当する。

## 歴史
- 1889年（明治22年）4月1日 町村制施行に伴い手形村・保戸野村・泉村が合併し発足。旧3村は大字となる。
  - 保戸野村・泉村は上旭川村への参加を主張し、手形村は保戸野・泉が合併を忌避するのであれば単独立村することを主張した[1]。しかし県が合併枠の変更を認めず、三村での合併となった。
- 1892年（明治25年）8月1日 上旭川村と合併して旭川村が発足し、下旭川村は廃止される。旧3大字は旭川村の大字となる。